# Situation amoureuse : C'est compliqué
Pour plus de détails, voir Fiche technique et Distribution.
Situation amoureuse : C'est compliqué est un film français réalisé par Manu Payet et Rodolphe Lauga, sorti en 2014.
Premier long-métrage de ses réalisateurs, le film a remporté, le 18 janvier 2014, le Grand Prix lors du 17e Festival international du film de comédie de l'Alpe d'Huez.

## Synopsis
Ben est un trentenaire menant une petite vie tranquille. Alors qu'il doit se marier avec Juliette, il tombe sur la personne qu'il a le plus envie de revoir : Vanessa, l'ancienne bombe du lycée, aujourd'hui de retour à Paris.

## Fiche technique
- Titre : Situation amoureuse : C'est compliqué
- Réalisation : Manu Payet et Rodolphe Lauga
- Scénario : Manu Payet, Nicolas Peufaillit et Romain Levy
- Musique : We Are Knights
- Décors : Jérémy Streliski
- Costumes : Emmanuelle Youchnovski
- Photographie : Martial Schmeltz
- Montage : Frédérique Olszak
- Effets visuels : Wip studio
- Production : Cyril Colbeau-Justin et Jean-Baptiste Dupont (producteur)
- Producteur délégué : David Giordano
- Sociétés de production : LGM Cinéma et Nexus Factory, en association avec SofiTVciné 1
- Sociétés de distribution : Studiocanal ( France), Studiocanal UK ( Royaume-Uni) et Frenetic Films (de) ( Suisse)
- Pays d'origine :  France
- Langue originale : français
- Format : couleur
- Genre : comédie
- Durée : 100 min
- Date de sortie : 19 mars 2014
- Date de sortie DVD :

## Distribution
- Manu Payet : Benjamin 'Ben' Rivière
- Anaïs Demoustier : Juliette
- Emmanuelle Chriqui : Vanessa Bestal
- Philippe Duquesne : Armand
- Jean-François Cayrey : Sylvain
- Jean-Charles Clichet : Jérémie
- Romain Levy : Raphaël
- Manon Kneusé : Sophie
- Pascal Demolon : Playboy Musée
- Christophe Meynet : Philippe Crémèche
- Vladimir Enquin : le petit garçon dans la piscine
- Victor Le Blond : Armand jeune
- Gwendolyn Gourvenec : Stéph
- Jérémy Nebot : Le garçon mariage
- Antoine Rejasse : un passant

## Accueil
Le film reçoit un accueil mitigé dans la presse qui dans l'ensemble y voit une gentille comédie sans rien de remarquable. Pour Ouest-France : « De quoi rafraîchir les conventions de la comédie romantique ». Pour aVoiraLire.com : « entreprise sans prétention qui repose énormément sur son casting et ses dialogues ». Pour Le Monde : « il faut du talent pour marier l'émotion et le rire [...] Manu Payet a trop présumé du sien ». Et pour TéléCinéObs : « Certaines scènes sont réussies mais le film [...] semble aussi quelquefois faire du surplace ».
L'accueil du public est également mitigé (2,7/5 sur le site Allociné) et environ 340 000 entrées en France,.

## Autour du film
Le film a été tourné à Paris, et notamment sur la Coulée Verte dans le 12e arrondissement pour la scène de jogging.